# Bomolocha basistrigalis
Bomolocha basistrigalis är en fjärilsart som beskrevs av Moore 1867. Bomolocha basistrigalis ingår i släktet Bomolocha och familjen nattflyn. Inga underarter finns listade i Catalogue of Life.